# Восстание душ: Бунт мертвецов
«Восстание душ: Бунт мертвецов» (англ. Shadow: Dead Riot) — американский фильм ужасов 2005 года режиссёра Дерека Вана. Фильм также известен под названием «Мёртвый бунт». Премьера фильма состоялась 12 мая 2005 года.

## Сюжет
Перед своей смертной казнью серийный убийца по прозвищу Тень совершил оккультный обряд, который позволил его сущности быть бессмертной. После того, как ему ввели инъекцию и его тело умерло, потоки чёрной крови растеклись по тюрьме и открыли замки камер. Высвободившиеся заключённые тут же начали бунт, который был подавлен их расстрелом. Во избежание лишней огласки трупы всех заключённых зарыли во дворе тюрьмы.
Спустя 20 лет тюрьма была переквалифицирована в исправительное учреждение для заключённых-женщин. Вскоре в это учреждение помещают чернокожую девушку Солитэйр по прозвищу «одиночка». Солитэйр снискала себе определённое уважение среди заключённых, однако с начальством учреждения у неё постоянно бывают проблемы. В результате этих проблем она попадает в карцер, где в своё время последние свои дни доживал серийный убийца Тень. На стенах она обнаруживает остатки засохшей крови и оккультные символы на полу, а ночью ей видятся странные сны, где она видит образ Тени.
Знающий о событиях двадцатилетней давности доктор Свонн экспериментирует с имеющейся у него кровью маньяка. Он вводит кровь в организм своих пациентов, однако все те превращаются в зомби. Но Солитэйр, которой также была введена эта кровь, наоборот стала ещё сильней. После того как на почву двора учреждения, где были зарыты трупы убитых заключённых, попала кровь, то все мертвецы во главе с Тенью ожили и начали мстить за себя.

## В ролях
| Актёр         | Роль                         |
| ------------- | ---------------------------- |
| Тони Тодд     | Тень                         |
| Карла Грин    | Солитэйр                     |
| Кэт Миллер    | Эмили                        |
| Майкл Куинлэн | доктор Свонн                 |
| Андреа Ланги  | начальница охраны Эльза Торн |

## Художественные особенности
В фильме присутствует довольно большое количество обнажёнки. Нетипичен образ зомби из фильма для классических зомби — они могут бегать, кроме того в одной из сцен можно видеть зомби-младенца. Действие всего фильма разворачивается в закрытых пространствах — камерах исправительного учреждения, в самом пространстве этого учреждения и во дворе учреждения. Также в фильме присутствует множество сцен рукопашных боёв, что не совсем характерно для фильмов ужасов, тем более с зомби, с характерными прыжками и приёмами, что придаёт фильму элементы боевика.